# 搜尋引擎行銷
搜尋引擎行銷（Search Engine Marketing，縮寫为SEM）是一種以透過增加搜尋引擎結果頁（Search Engine Result Pages，SERP）能見度的方式，或是透過搜尋引擎的內容聯播網來推銷網站的網路行銷模式。
根據搜尋引擎行銷專業機構（Search Engine Marketing Professionals Organization，SEMPO）整理，目前主流的SEM包含：搜尋引擎最佳化、關鍵字點擊廣告（PPC）及付費收錄廣告（PFI）。
而紐約時報定義SEM是一種透過購買搜尋列表以達成比免費列表更高排名目標的手段
當有其他公司購買同一組關鍵字時，它的收費會越貴，這是關鍵字的競價模式。

## 類型
搜尋引擎行銷（Search Engine Marketing，SEM）主要包括兩種，第一種指的是關鍵字行銷，企業透過付費贊助（Paid Inclusion Policy）與競標的方式將自己的網站列入在搜尋引擎關鍵字的搜尋結果頁（Search Engine Result Page, SERP）上（因此，又稱關鍵字行銷或廣告），第二種指的是所謂的搜尋引擎最佳化（Search Engine Optimization, SEO），亦即利用網頁各種不同的設計與撰寫技巧，將自己的網站列入搜尋結果的最前面，而吸引消費者的注意與點選，而達到廣告行銷的目的。
1. 關鍵字行銷  關鍵字是只使用者基於某個目的，在搜尋時輸入的字串。網站會依據使用者輸入的內容找尋跟它最相關的網站呈現在搜尋結果上。因此，關鍵字行銷也是目前企業行銷的一個重點項目。
2. 搜尋引擎最佳化（SEO）  SEO是決定網站排名的一種方法，參考的指標包含網頁的關鍵字、標題、內文相關詞句、相關詞句出現頻率、網站目錄跟其他重要網站連結的頻率以及搜尋引擎結果網頁的點擊率。

## 歷史
隨著網站於20世纪90年代中後期雨後春筍般增加，以及行動裝置的普及，搜尋引擎開始顯著地幫助人們快速尋找到所要資訊。搜尋引擎開發出各種商業模型作為它們提供服務的資金，如 Open Text 公司於1996年提供的每次點擊付費方案以及隨後 Goto.com 公司於1998年的類似方案 。Goto.com 隨後於2001年更名為商序曲（Overture）公司，並且被 Yahoo! 於2003年收購。現今則透過雅虎搜尋行銷提供廣告商付費搜尋機會。 Google 也開始於2000年透過 Google Ads 方案，於搜尋結果頁提供廣告。截至2007年，每次點擊付費方案證明了它對搜尋引擎而言是首要的「印鈔機」。
搜尋引擎最佳化諮詢師隨後擴充他們的生意至幫助客戶學習使用搜尋引擎提供的廣告機會，焦點集中於透過搜尋引擎來做行銷與廣告。至於「搜尋引擎行銷」術語一辭是丹尼蘇利文（Danny Sullivan）於2001年所倡議，以包括執行SEO、管理於搜尋引擎的付費列表、提交網站到網路目錄、以及為商業組織或個人開發線上行銷策略的種種活動。
2006年，北美廣告商花費94億美金於搜尋引擎行銷。相較於2005年增長62%，並相較於2002年增長750%。當時最大的SEM廠商為Google AdWords、雅虎搜尋行銷以及微軟adCenter。光2006一年，SEM成長遠較傳統廣告行業成長更快。

## 市場結構
目前提供SEM的搜尋引擎
- Google — 全球
- Yahoo! — 全球
- Microsoft Live — 全球
- Bing — 全球
- Ask.com — 全球
- 百度 — 中國
- Yandex — 俄羅斯
- Rambler — 俄羅斯

#### 目前提供SEM諮詢服務的企業

##### 美國
- Alexa
- Ahrefs
- SimilarWeb

## 道德上的問題
付費搜尋廣告從未停止過爭議。此外，圍繞搜尋引擎該顯示出多少廣告於結果頁面組合才適當的種種問題，已成為來自於消費者聯盟（Consumer Union）的消費者報導網路觀察之一系列研究報告的目標   。美國聯邦交易委員會也於2002年發布正式信函揭諸於搜尋引擎裡付費廣告的重要性，作為對Commercial Alert — 一個以拉夫納德（Ralph Nader）為聯絡人的顧客擁護族群 — 控訴的回應。